# Proarritmia
La proarritmia es la aparición de un nuevo episodio de arritmia o el empeoramiento de un caso ya establecido, paradójicamente, precipitado por algún agente antiarrítmico, lo que significa que es un efecto secundario asociado con la administración de algunos de los fármacos antiarrítmicos, así como medicamentos para otras indicaciones. En otras palabras, se trata de una tendencia de ciertos fármacos antiarrítmicos para facilitar la aparición de nuevas arritmias.

## Clasificación
De acuerdo a la clasificación de Vaughan Williams (VW) de medicamentos antiarrítmicos, hay tres tipos principales de proarritmia durante el tratamiento con varios fármacos antiarrítmicos para la fibrilación auricular o aleteo auricular: ventricular, auricular y anomalías de la conducción o formación del impulso. 